# Clube Amigos do Basquete da Madeira
Il CAB Madeira è una società cestistica avente sede a Funchal, in Portogallo. Fondata nel 1979 gioca nel campionato di pallacanestro portoghese.

## Palmarès
- Coppa di Portogallo: 1

2011